# تاشا كوبز ليونارد
تاشا كوبز ليونارد (بالإنجليزية: Tasha Cobbs)‏ هي كاتبة غنائية ومغنية أمريكية، ولدت في 7 يوليو 1981 في جيسوب في الولايات المتحدة.

## وصلات خارجية
- الموقع الرسمي
- تاشا كوبز ليونارد على موقع IMDb (الإنجليزية)
- تاشا كوبز ليونارد على موقع ميوزك برينز (الإنجليزية)
- تاشا كوبز ليونارد على موقع أول ميوزيك (الإنجليزية)
- تاشا كوبز ليونارد على موقع ديسكوغز (الإنجليزية)